# كارل أوتو بارتنينغ
كارل أوتو بارتنينغ (بالألمانية: Carl Otto Bartning) ، من مواليد 2 سبتمبر 1909 ، وتوفي بتاريخ 11 نوفمبر عام 1983م ، وهو مونتاج سينمائي ألماني ، شارك بعدة أفلام ، ومنها فيلم الجسر عام 1959م.

## مصدر
1. ↑  Langford p.230

- Langford, Michelle. Germany: Directory of World Cinema. Intellect Books, 2012.

## وصلة خارجية
- كارل أوتو بارتنينغ على موقع IMDb (الإنجليزية)
- كارل أوتو بارتنينغ على موقع ألو سيني (الفرنسية)
- كارل أوتو بارتنينغ على موقع أول موفي (الإنجليزية)
- كارل أوتو بارتنينغ على موقع قاعدة بيانات الفيلم (الإنجليزية)
- كارل أوتو بارتنينغ على موقع كينوبويسك (الروسية)